# نواف الدوسري (لاعب كرة قدم مواليد 2001)
نواف عبد الله الدوسري، لاعب كرة قدم سعودي، يلعب في نادي البطين.

## مسيرة اللاعب
لعب في الفئات السنية في نادي الشباب ونادي الشعلة ونادي طويق ونادي البطين.